# Кођаска (Јаши)
Кођаска (рум. Cogeasca) насеље је у Румунији у округу Јаши у општини Лецкани. Oпштина се налази на надморској висини од 87 m.

## Становништво
Према подацима из 2002. године у насељу је живело 1927 становника, од којих су сви румунске националности.